# 味坂駅

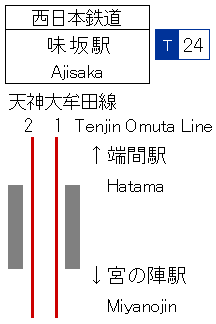
配線図

味坂駅（あじさかえき）は、福岡県小郡市赤川にある西日本鉄道（西鉄）天神大牟田線の駅。駅番号はT24。

## 歴史
九州鉄道福岡（現・西鉄福岡（天神）駅） - 久留米（現・西鉄久留米駅）間開通と同時に開業した。当時の味坂村の村域ではなく、小郡村に存在していた。旧味坂村の中心地は、むしろ隣の端間駅の方が近い。

### 年表
- 1924年（大正13年）4月12日：開業。
- 1968年（昭和43年）11月1日：宝満川橋梁架け替えに伴い移転[2]。
- 2008年（平成20年）5月18日：ICカードnimoca供用開始。
- 2012年（平成24年）3月24日：駅前にコミュニティバス乗り入れ開始。
- 2017年（平成29年）2月1日：駅ナンバリングを導入[3]。
- 2022年（令和3年）4月1日：駅集中管理システムを導入[4]。

## 駅構造
相対式ホーム2面2線を有する地上駅。それぞれのホーム間は天神寄りの踏切で連絡する。ホーム有効長は8両分ある。
| ホーム | 路線          | 方向 | 行先                     | 備考 |
| ------ | ------------- | ---- | ------------------------ | ---- |
| 1      | ■天神大牟田線 | 下り | 久留米・柳川・大牟田方面 |      |
| 2      | ■天神大牟田線 | 上り | 二日市・福岡（天神）方面 |      |

### 駅設備
かつては駅舎が存在したが、撤去された。当駅は自動改札機、自動券売機未設置駅であるが、nimocaには対応しており、上下ホームともnimoca用の入場・出場簡易改札が設置されている。また、大牟田方面ホーム側の出口付近に公衆電話・便所・駐輪場が存在する。上下ホームともに、待合用のベンチと時刻表・路線図が設置されている。そのほか、特に目立った設備は存在しない。
接近・案内放送がない。

## 画像

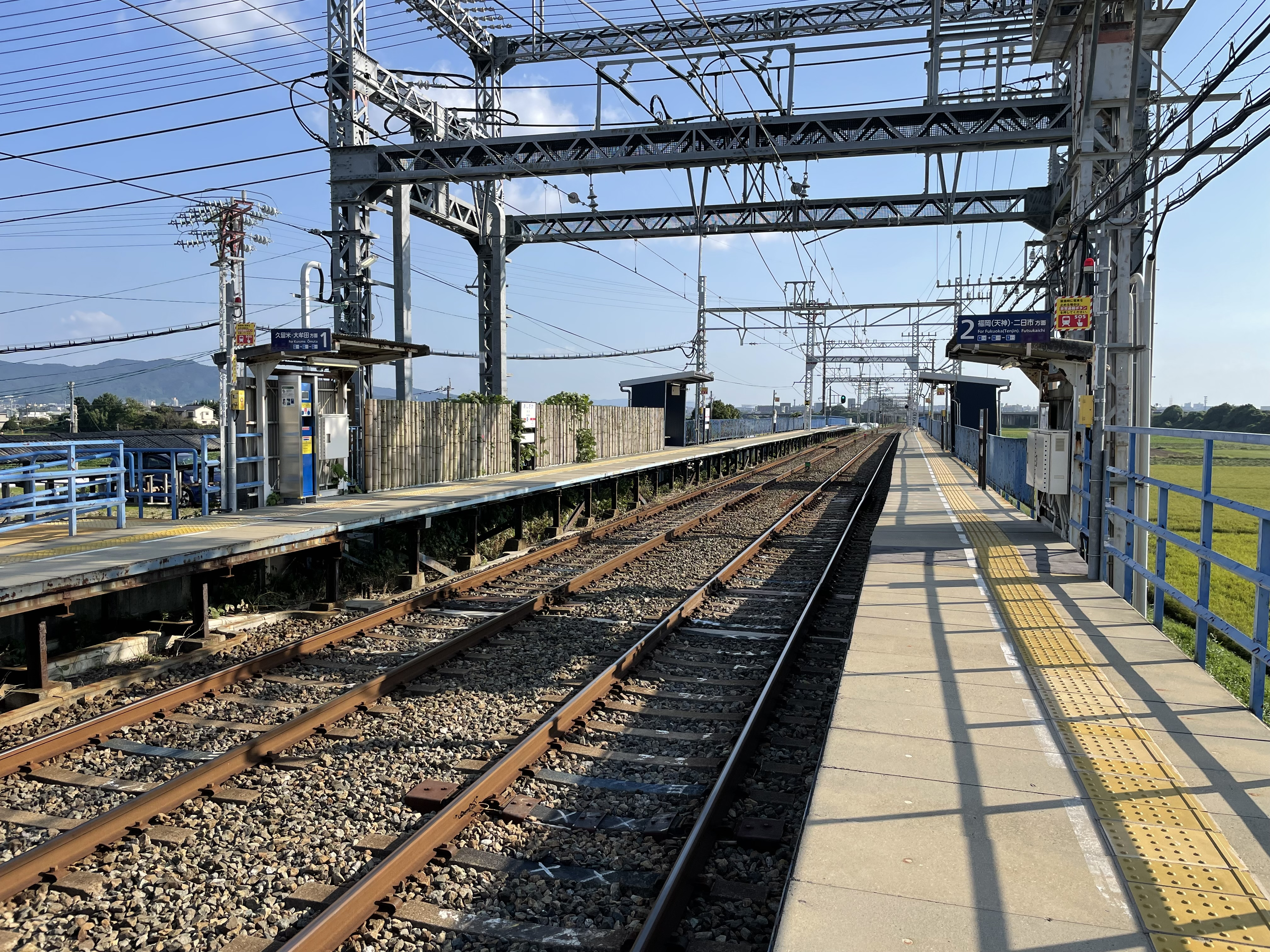
ホームより大牟田方面を望む（2022年9月）
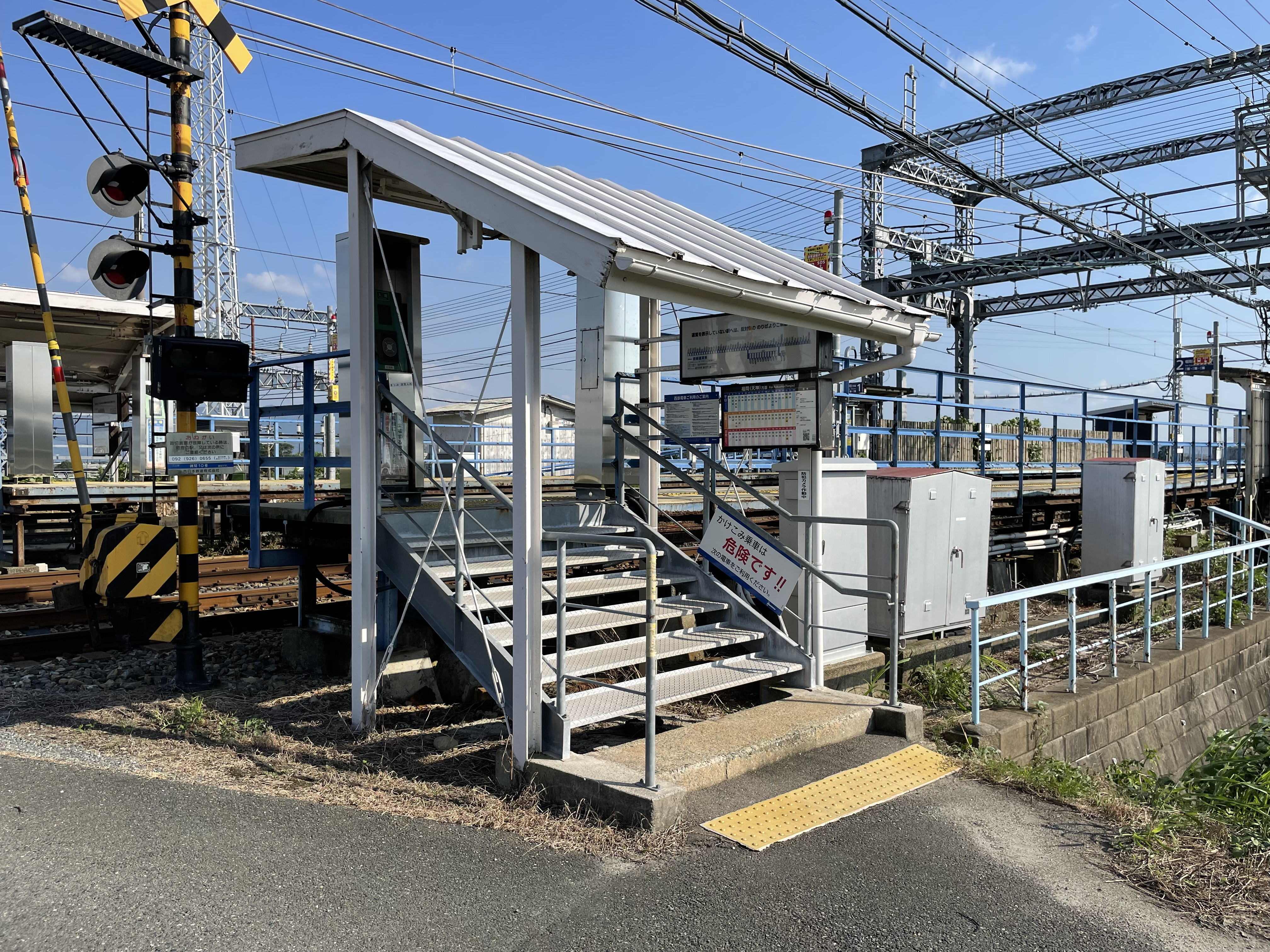
天神方面ホームの入口並びに改札口（2022年9月）
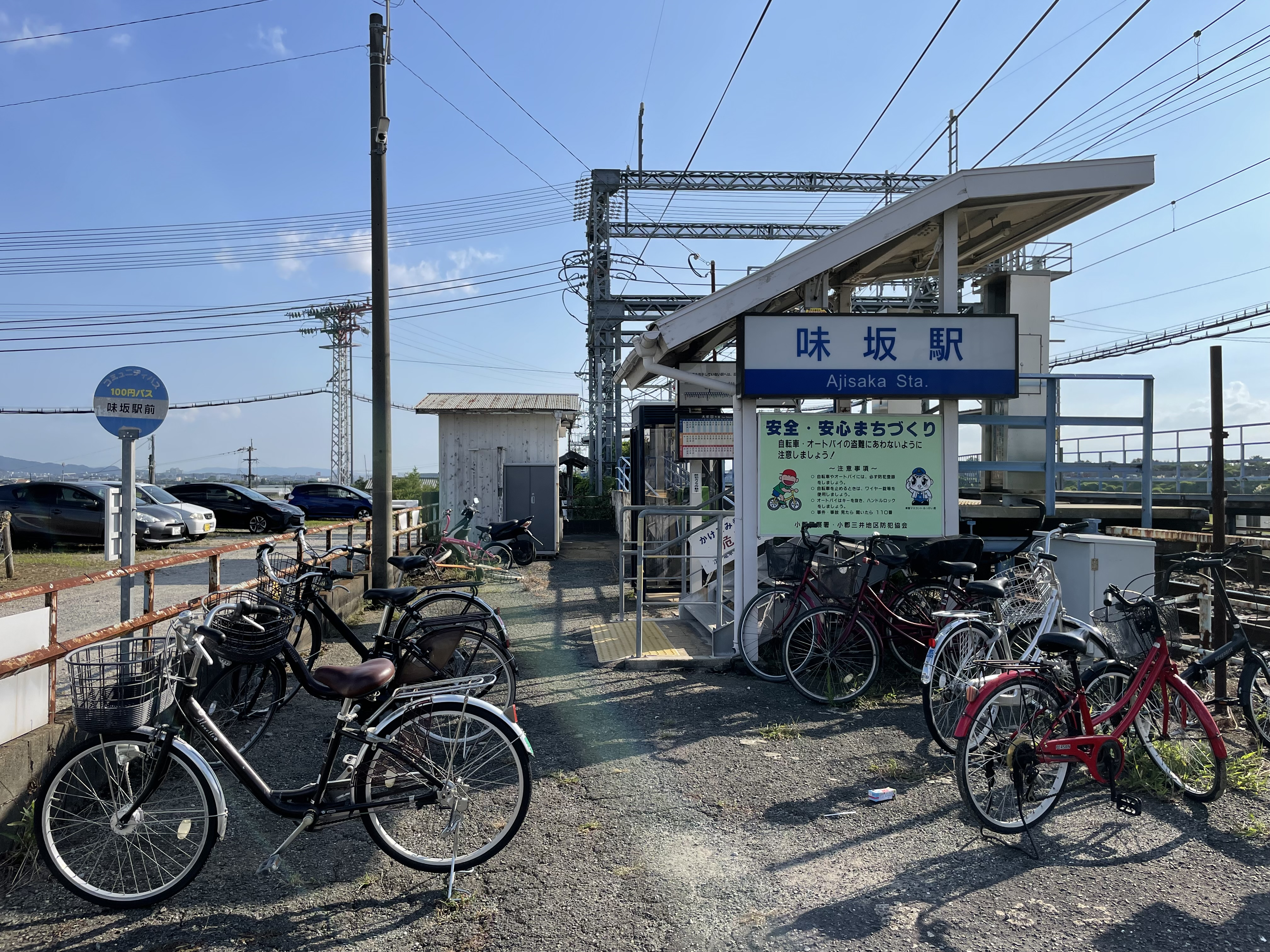
大牟田方面入口（2022年9月）
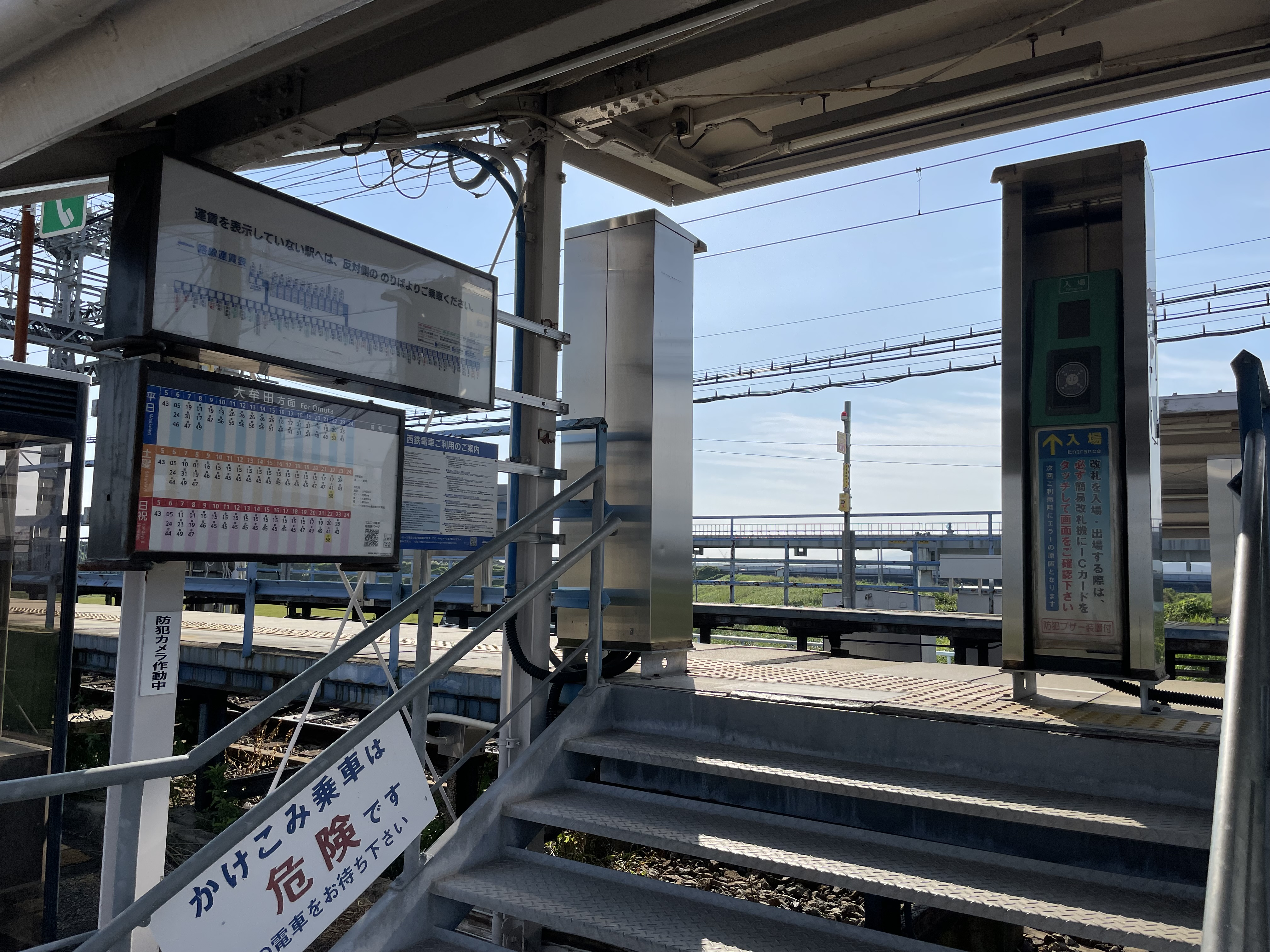
大牟田方面改札口（2022年9月）
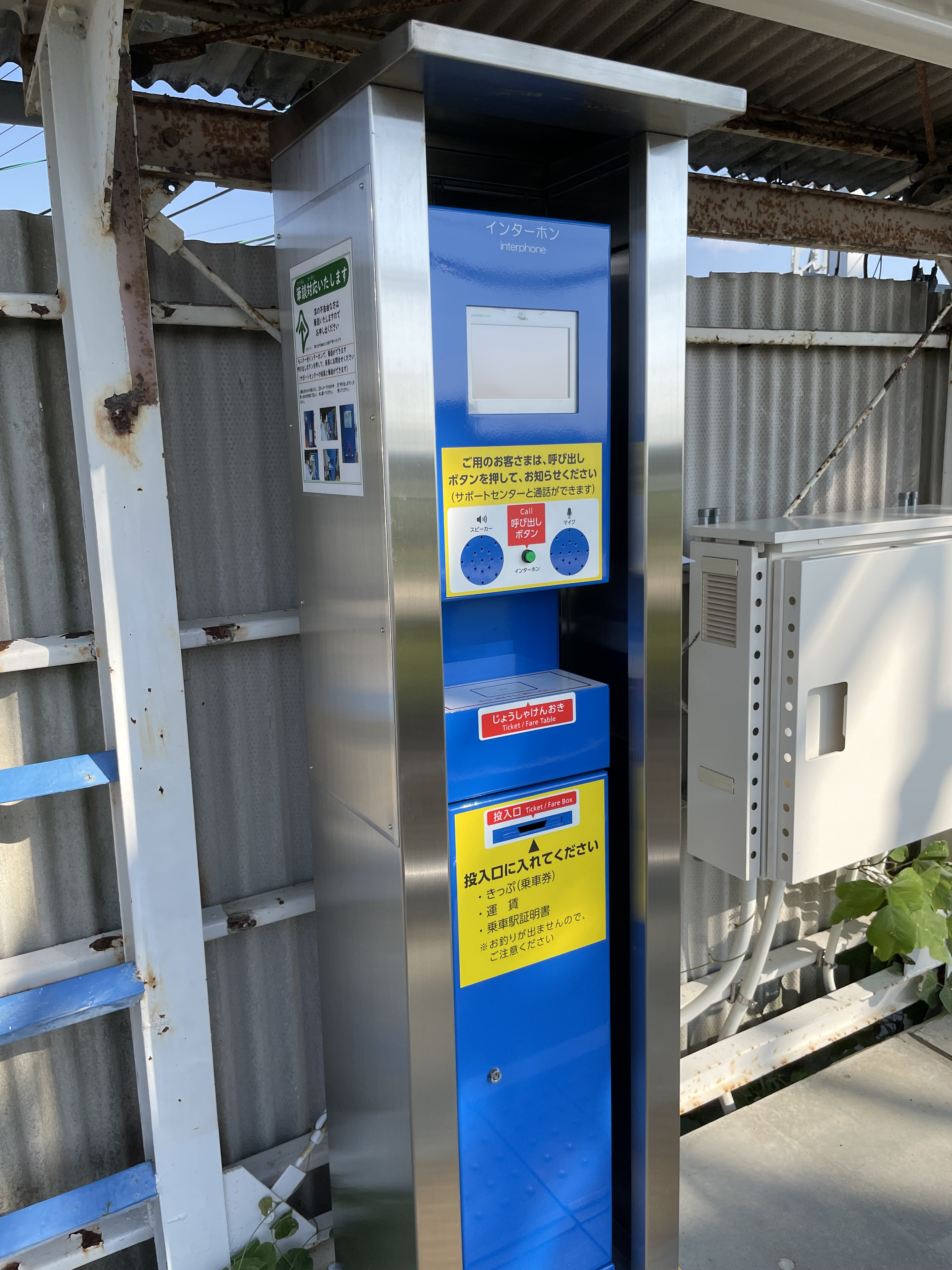
大牟田方面ホームに設置されている案内用インターホン（2022年9月）
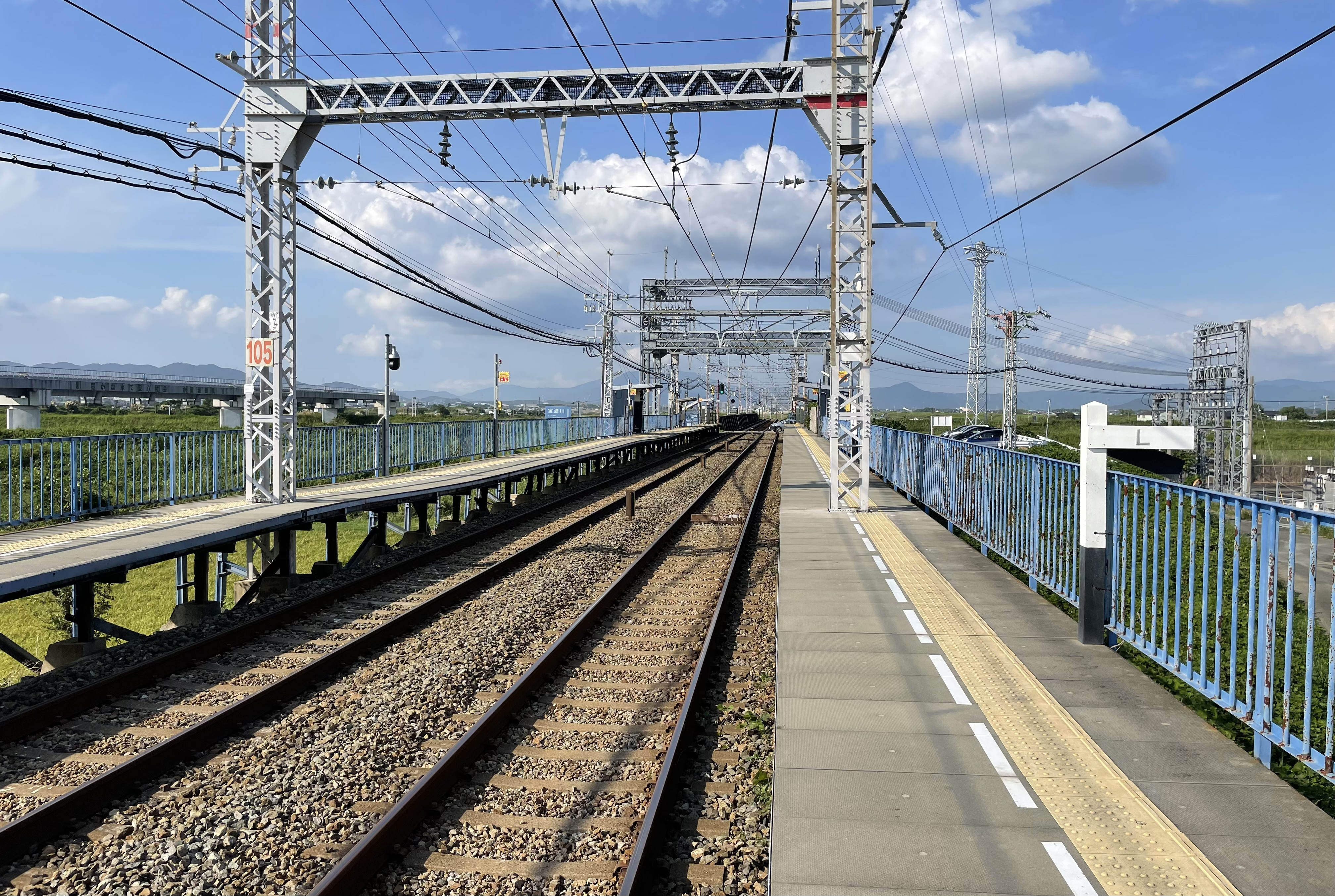
ホームより天神方面を望む（2022年9月）
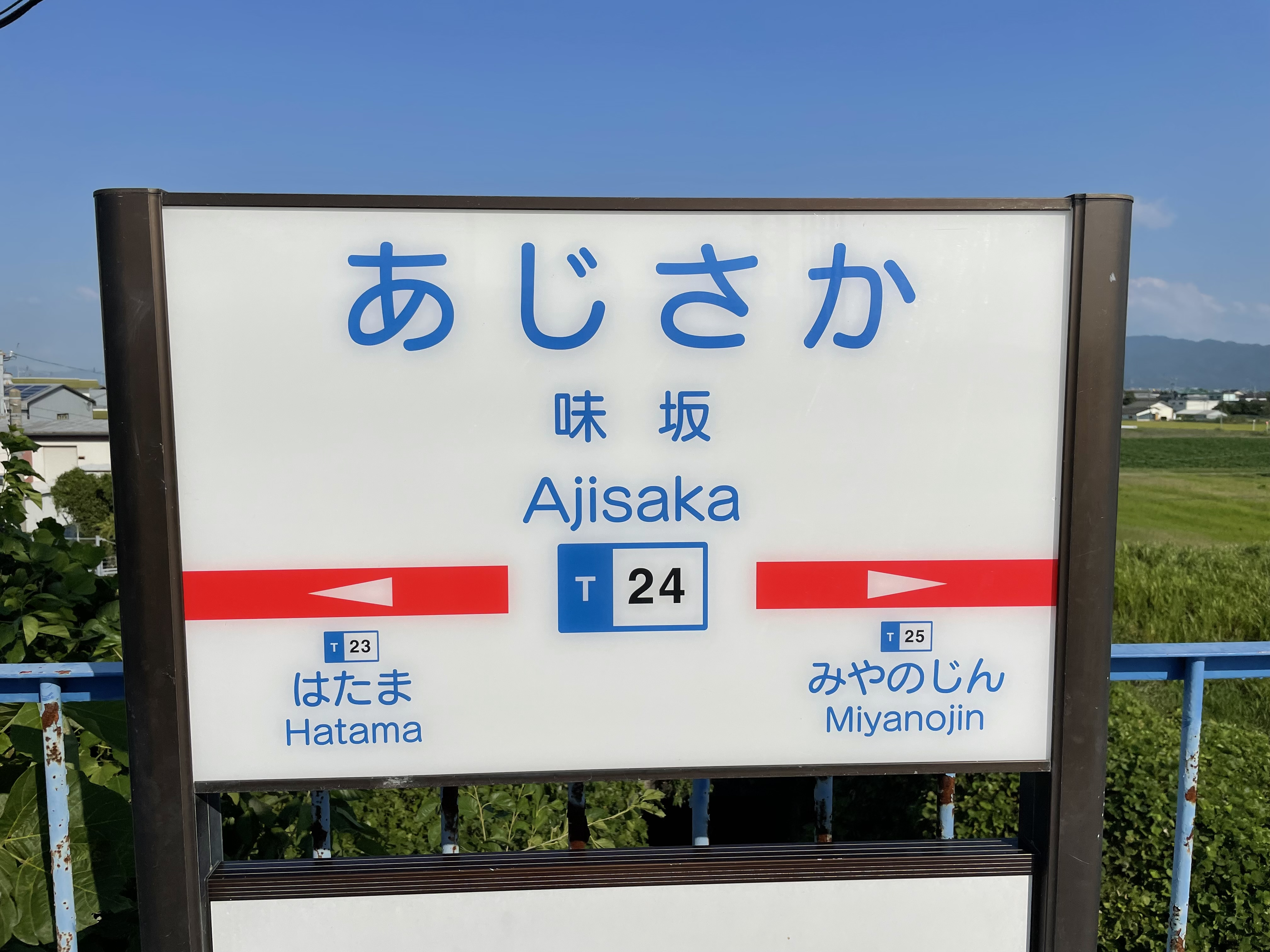
駅名標（2022年9月）

## 乗降時の取扱い
西鉄の無人駅の中では唯一乗車駅証明書を常備していない。これは当駅発着の列車が全て車掌乗務であるためである。無札の場合は車掌から車内補充券を購入するか、降車駅での精算が必要である。
また、当駅で下車する際には乗務員に乗車券を渡す必要がある。nimocaを使う場合は下車時に乗務員に提示すれば降りられる。ただし、そのあとに簡易改札にタッチする必要がある。

## 利用状況
2023年度の1日平均乗降人員は188人である。これは天神大牟田線の西鉄久留米以北の駅では最も少ない。各年度の1日平均乗降人員は下表のとおり。
| 年度               | 1日平均 乗降人員 |
| ------------------ | ---------------- |
| 2000年（平成12年） | 401              |
| 2001年（平成13年） | 378              |
| 2002年（平成14年） | 364              |
| 2003年（平成15年） | 364              |
| 2004年（平成16年） | 272              |
| 2005年（平成17年） | 270              |
| 2006年（平成18年） | 256              |
| 2007年（平成19年） | 242              |
| 2008年（平成20年） | 250              |
| 2009年（平成21年） | 259              |
| 2010年（平成22年） | 248              |
| 2011年（平成23年） | 240              |
| 2012年（平成24年） | 221              |
| 2013年（平成25年） | 228              |
| 2014年（平成26年） | 207              |
| 2015年（平成27年） | 195              |
| 2016年（平成28年） | 194              |
| 2017年（平成29年） | 191              |
| 2018年（平成30年） | 205              |
| 2019年（令和元年） | 206              |
| 2020年（令和02年） | 158              |
| 2021年（令和03年） | 159              |
| 2022年（令和04年） | 178              |
| 2023年（令和05年） | 188              |

## 駅周辺
小郡市の南端部にあたる。周辺は宝満川沿いの地域で、田畑の中に民家と個人商店が点在する。大規模商業施設はない。
- 宝満川 - 福岡側に鉄橋があり、そこで直角に交わるように流れている。駅から対岸に行くための橋は、やや離れている。
- 味坂変電所 - 駅から見て九州自動車道の反対側に存在する。2000年代初頭までは九州鉄道時代から存在した鉄筋コンクリート建物があったが解体されている[6]。九州鉄道時代は第二変電所と呼ばれていた[7]。

駅の約300メートル西側を九州自動車道が天神大牟田線に並行する形で通っており、同道路の鳥栖ジャンクション～久留米インターチェンジ間を走行しているときに、この駅が確認できる。九州自動車道のすぐ西側は福岡・佐賀県境であり、当駅の周辺は天神大牟田線としては佐賀県に最も接近する区間である。

## 隣の駅
西日本鉄道
■天神大牟田線
■特急・■急行
通過
■普通
端間駅（T23） - 味坂駅（T24） - 宮の陣駅（T25）
※端間駅までは駅間キロが3.0キロメートル離れており、西鉄全線で最も駅間距離が長い。